# Leptotarsus (Longurio) syndactylus
Leptotarsus (Longurio) syndactylus is een tweevleugelige uit de familie langpootmuggen (Tipulidae). De soort komt voor in het Afrotropisch gebied.